# Ampuero
Ampuero é um município da Espanha na comarca de Asón-Agüera, província e comunidade autónoma da Cantábria. Tem 32,3 km² de área e em 2021 tinha 4 368 habitantes (densidade: 135,2 hab./km²).

## Demografia
| Variação demográfica do município entre 1991 e 2004 [carece de fontes?] | Variação demográfica do município entre 1991 e 2004 [carece de fontes?] | Variação demográfica do município entre 1991 e 2004 [carece de fontes?] | Variação demográfica do município entre 1991 e 2004 [carece de fontes?] |
| ----------------------------------------------------------------------- | ----------------------------------------------------------------------- | ----------------------------------------------------------------------- | ----------------------------------------------------------------------- |
| 1991                                                                    | 1996                                                                    | 2001                                                                    | 2004                                                                    |
| 3379                                                                    | 3337                                                                    | 3578                                                                    | 3671                                                                    |